# Радчиська сільська рада
Ра́дчиська сільська́ ра́да — колишній орган місцевого самоврядування в Катеринопільському районі Черкаської області. Адміністративний центр — село Радчиха. 21 серпня 2015 року шляхом об'єднання Єрківської селищної ради та Радчиської сільської ради утворена Єрківська селищна громада.

## Склад ради
Рада складалася з 12 депутатів та голови.

### Керівний склад попередніх скликань
| Прізвище, ім'я, по батькові | Основні відомості                                                                     | Дата обрання | Дата звільнення |
| --------------------------- | ------------------------------------------------------------------------------------- | ------------ | --------------- |
| Лавренюк Ольга Михайлівна   | Сільський голова, 1971 року народження, освіта вища, член Української Народної Партії | 26.03.2006   | 31.10.2010      |
| Лавренюк Ольга Михайлівна   | Сільський голова, 1971 року народження, освіта вища, член Партії регіонів             | 31.10.2010   |                 |

Примітка: таблиця складена за даними сайту Верховної Ради України

### Депутати
За результатами місцевих виборів 2010 року депутатами ради стали:

#### За суб'єктами висування
| Суб'єкт висування           | Кількість обраних депутатів | %    |
| --------------------------- | --------------------------- | ---- |
| Самовисування               | 11                          | 91,7 |
| Комуністична партія України | 1                           | 8,3  |

#### За округами
| № округу                    | Прізвище, ім'я, по батькові    | Дата визнання обраним | Освіта             | Партійна приналежність            | Відомості про обраного депутата                   |
| --------------------------- | ------------------------------ | --------------------- | ------------------ | --------------------------------- | ------------------------------------------------- |
| Комуністична партія України |                                |                       |                    |                                   |                                                   |
| 5                           | Радзивіл Людмила Іванівна      | 01.11.2010            | вища               | член Комуністичної партії України | РадчиськийНВК І-ІІ ст., вчитель молодших класів   |
| Самовисування               |                                |                       |                    |                                   |                                                   |
| 1                           | Мороз Олександр Григорович     | 01.11.2010            | вища               | позапартійний                     | УПСЗН, соцпрацівник                               |
| 2                           | Шевченко Ніна Василівна        | 01.11.2010            | вища               | член Партії регіонів              | Радчиська сільська рада, гол.бух.                 |
| 3                           | Дишлюк Наталія Миколаївна      | 01.11.2010            | вища               | член Партії регіонів              | УПСЗН, соцпрацівник                               |
| 4                           | Поліщук Лариса Петрівна        | 01.11.2010            | вища               | позапартійна                      | тимчасово не працює                               |
| 6                           | Кравченко Ірина Миколаївна     | 01.11.2010            | вища               | член Партії регіонів              | приватнийпідпириєм.                               |
| 7                           | Василенко Ольга Михайлівна     | 01.11.2010            | середня спеціальна | член Партії регіонів              | Радчиська сільська рада, секретарсільськоїради    |
| 8                           | Василенко Оксана Вікторівна    | 01.11.2010            | вища               | член Партії регіонів              | Радчиська сільська рада, земле-упоряд-ник         |
| 9                           | Ткаченко Наталія Володимирівна | 01.11.2010            | середня            | позапартійна                      | ТОВ"Зоря", кухар                                  |
| 10                          | Туркот Оксана Василівна        | 01.11.2010            | вища               | член Партії регіонів              | РадчиськийНВК І-ІІ ст., директорНВК               |
| 11                          | Гончар Ірина Андріївна         | 01.11.2010            | середня            | позапартійна                      | пенсіонер                                         |
| 12                          | Приємська Жанна Михайлівна     | 01.11.2010            | вища               | член Партії регіонів              | Радчиська сільська бібліотека-філіал, бібліотекар |